# Beckingen
Beckingen é um município da Alemanha localizado no distrito de Merzig-Wadern, estado do Sarre.